# 니랄라

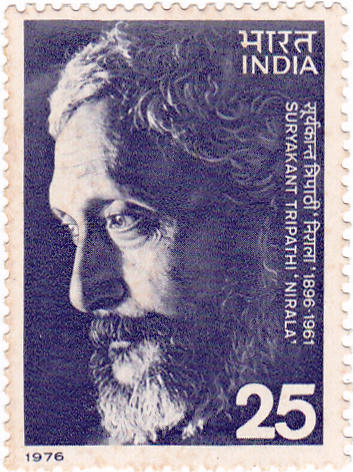

니랄라(1896년 2월 21일 – 1961년 10월 15일)는 인도의 힌디 시인으로 낭만상징시풍의 3거두중의 한 사람이다. 1923년-1924년경 잡지 <명정(酩酊)>에 발표된 시는 격식에 대한 반항과 하층민에 대한 깊은 동정을 표시한 내용이며, 영시(英詩)의 본을 따서 압운(押韻)과 산스크리트의 단어를 자유로이 구사하는 어법(語法)에 의해 힌디 시에 신풍을 가져왔다. <가곡집(歌曲集)>(1936)은 연애시를 중심으로 하여 가창(歌唱)을 할 수 있는 시의 전형을 보이고 있으며, <무명지(無名指)>에서는 서사시·연극시에 의해 인도문화의 정수를 과시하였다. 1930-1942년 사이에는 대중 취향의 장·단편소설도 많이 발표하였다.